# Duftrauchbrenner

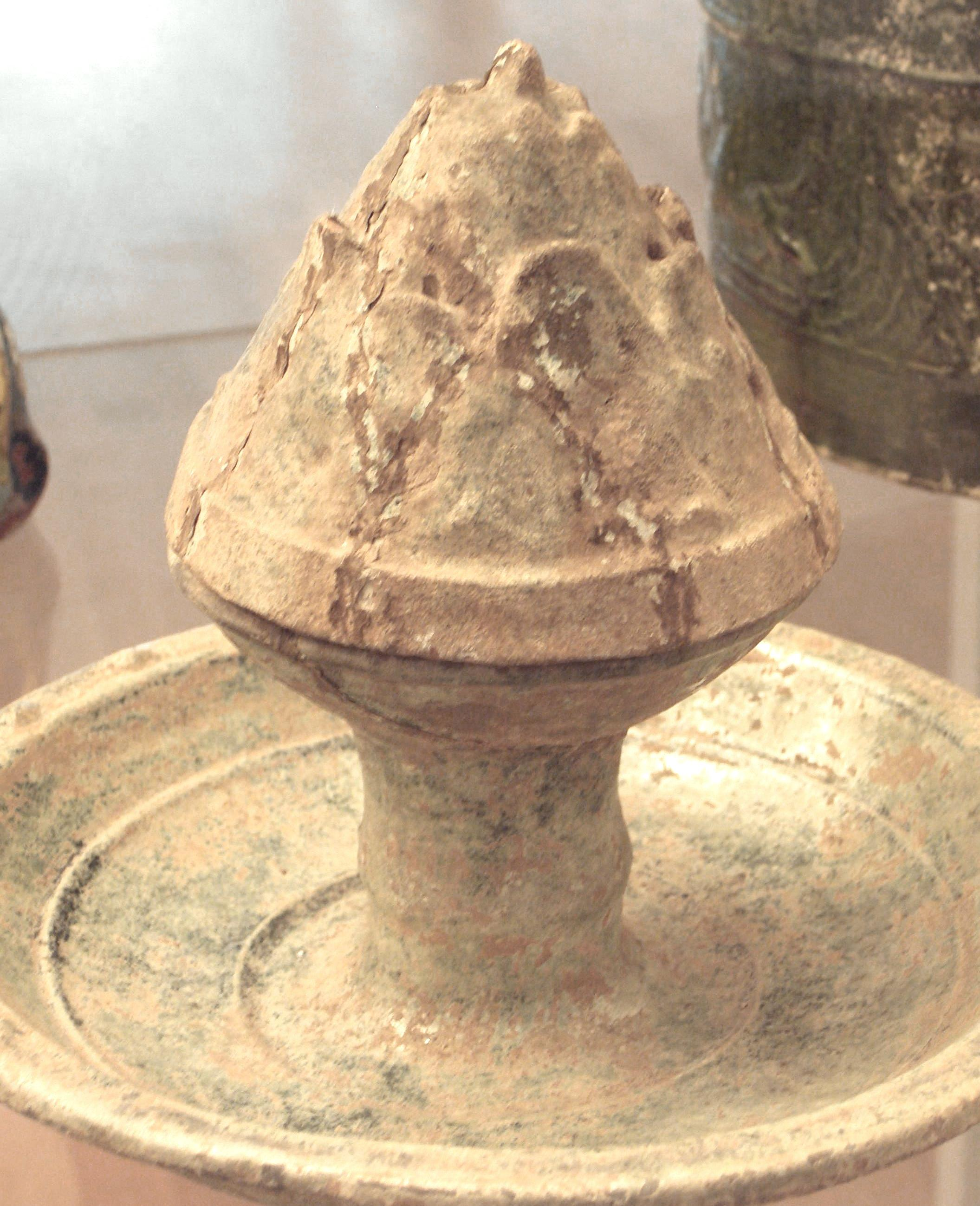
Duftrauchbrenner, Han-Dynastie

Als Duftrauchbrenner (chin. 博山(香)爐; Boshan (xiang)lu) werden in China gebräuchliche Gefäße zum Verbrennen wohlriechender Substanzen (Räucherwerk) bezeichnet.

## Verwendungszweck
Die Duftrauchbrenner dienten zum einen der privaten Kontemplation von Angehörigen der Oberschicht, wurden aber auch für religiöse Zeremonien genutzt. In Südchina gab man sie bisweilen auch den Verstorbenen neben anderen Artefakten als Grabbeigaben mit auf die letzte Reise.

## Form
Duftrauchbrenner kamen erstmals während der Han-Dynastie in Gebrauch. Damals bestanden sie meist aus einem kelchförmigen Gefäß mit Unterschale, auf das ein konisch zulaufender Deckel gesetzt wurde. Dieser hatte typischerweise die Form eines Berges, der häufig recht detailgetreu mit Felswänden und Vegetation, manchmal sogar mit Menschen und Tieren dargestellt wurde. Der durch Verbrennung insbesondere von Kräutern und Harzen entstehende Rauch trat durch im Berg befindliche kleine Öffnungen aus, wodurch für den Betrachter die Assoziation von aufsteigenden Nebelschwaden entstand.
Die Beliebtheit der Bergform hängt mit der traditionell großen religiös-mythologischen Bedeutung von Bergen im chinesischen Kulturkreis zusammen. So gilt im Daoismus etwa der Kunlun im Westen als Wohnstätte der Göttin Xiwangmu und Ursprung der Pfirsiche der Unsterblichkeit, der Berg Fenglai im Ostmeer als Sitz der Acht Unsterblichen. Ziel religiöser Pilgerfahrten sind von jeher die „Heiligen Berge“ des Landes, deren bekanntester der Tai Shan ist. Nach Etablierung des Buddhismus trat der imaginäre Weltberg Meru hinzu.

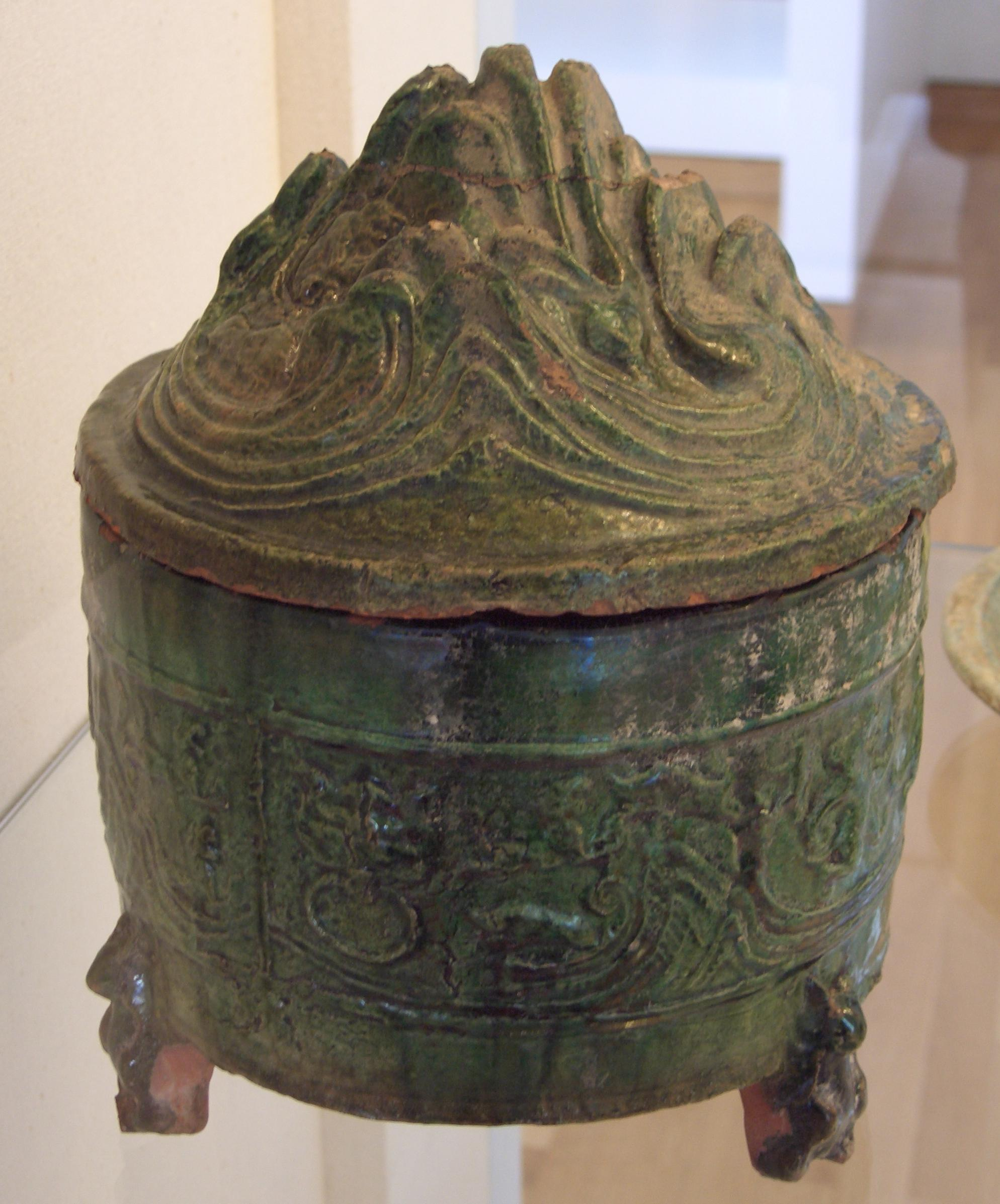
Weingefäß, Han-Dynastie

In späterer Zeit wurden die bergförmigen Deckel der Duftrauchbrenner auch für andere Gefäße übernommen, etwa solche zur Aufbewahrung von Wein. Umgekehrt konnten sich bei den Duftrauchbrennern auch andere Deckelformen etablieren. Unter dem Einfluss des Buddhismus wurde etwa die Lotosknospe sehr beliebt – die freilich die grobe Form der Bergdeckel aufgriff.

## Material
Schon wegen der Affinität zu Bergen bestanden Duftrauchbrenner in aller Regel aus Werkstoffen mineralischer Provenienz; gebräuchlich waren insbesondere verschiedene Keramik- und Steingutarten. Besonders kostbare und letztlich nur für den Adel und wohlhabende Beamtenhaushalte erschwingliche Stücke wurden dagegen aus einem einzigen Stück Stein gemeißelt – der dann den Berg, aus dem er stammt, gewissermaßen en miniature vertrat. So soll etwa der führende Gelehrte und Künstler der Song-Zeit, Su Shi, einen „Grottenhimmel-Stein“ (洞天石; dongtian shi) besessen habe, der seiner Beschreibung nach alle Züge eines Duftrauchbrenners mit Bergform-Deckel aufwies. Auch in den Beständen des Qing-Kaisers Kangxi fanden sich einige herausragende Stücke. Vereinzelt wurden auch Duftrauchbrenner aus Metall hergestellt.

## Weblink
- Matthias Arnold: Die Erfindung des Boshanlu; Seminararbeit an der Universität Heidelberg 2001